# Francolim-de-shelley
O francolim-de-shelley ou francolim-de-barriga-barrada (Francolinus shelleyi sin. Scleroptila shelleyi) é uma espécie de ave da família Phasianidae.

## Distribuição geográfica
Pode ser encontrada nos seguintes países: República Democrática do Congo, Quénia, Malawi, Moçambique, Ruanda, África do Sul, Suazilândia, Tanzânia, Uganda, Zâmbia e Zimbabwe.